# Phenacolepadidae
Phenacolepadidae é uma família de pequenos gastrópodes marinhos, do grupo conhecido por falsas lapas, pertencentes ao clade Cycloneritimorpha (de acordo com a taxonomia dos Gastropoda de Bouchet & Rocroi, 2005). Aquele sistema de classificação não aponta a existência de subfamílias neste agrupamento. Apesar da morfologia da concha ser muito semelhante à do grupo Patellidae (lapas), na realidade esta família é estreitamente aparentada com a família Neritidae (nerites).

## Taxonomia
A família Phenacolepadidae inclui os seguintes géneros e espécies:
- Género Cinnalapeta
  - Cinnalapeta linguaviverrae
  - Cinnalapeta pulchella [3]
  - Cinnalapeta senta
- Género Olgasolaris L. Beck, 1992
- Género Phenacolepas Pilsbry, 1891 - o género tipo
- Género Plesiothyreus Cossman, 1888
- Género Scutellina Gray, 1847
- Género Shinkailepas Okutani et al., 1989 - um género presente nas fontes hidrotermais